# Ransom
«Ransom» (стилизовано как «Ran$om») — песня американского рэпера Lil Tecca, первоначально выпущенная независимо 22 мая 2019 года, а затем на лейблах Galactic Records и Republic Records. Это второй сингл с его дебютного микстейпа We Love You Tecca.
Песня была спродюсирована Ником Мира и Taz Taylor, и дебютировала под номером 93 в американском чарте Billboard Hot 100, в конечном итоге достигнув 4 позиции. За пределами США «Ransom» дебютировал в топ-10 в Австралии, Канаде, Дании, Финляндии, Новой Зеландии, Норвегии, Португалии, Ирландии, Швеции и Великобритании.

## Предыстория
Песня стала прорывом для 17-летнего рэпера Lil Tecca, который начал выпускать песни на SoundCloud в 2018 году.

## Музыкальное видео
Музыкальное видео было выпущено 22 мая 2019 года и было срежиссировано и отредактировано Коулом Беннеттом. Клип был снят в Доминиканской Республике.

## Ремикс
14 августа 2019 года Lil Tecca выпустил ремикс песни на своем SoundCloud аккаунте совместно с Juice WRLD, который также сотрудничал с Ником Мира над другими песнями, включая «Lucid Dreams». Ремикс был выпущен на других платформах на следующий день.

## Чарты

### Оригинальная версия

#### Недельные чарты
| Чарт (2019)                           | Высшая позиция |
| ------------------------------------- | -------------- |
| Австралия (ARIA)                      | 8              |
| Австрия (Ö3 Austria Top 40)           | 39             |
| Бельгия/Фландрия (Ultratop 50)        | 15             |
| Бельгия/Валлония (Ultratop 50)        | 39             |
| Канада (Canadian Hot 100)             | 2              |
| Чехия (Singles Digitál Top 100)       | 11             |
| Дания (Tracklisten)                   | 5              |
| Финляндия (Suomen virallinen lista)   | 4              |
| Франция (SNEP)                        | 25             |
| Германия (GfK)                        | 44             |
| Греция (IFPI)                         | 2              |
| Венгрия (Single Top 40)               | 9              |
| Ирландия (IRMA)                       | 3              |
| Латвия (LAIPA)                        | 2              |
| Литва (AGATA)                         | 4              |
| Нидерланды (Single Top 100)           | 16             |
| Новая Зеландия (Recorded Music NZ)    | 2              |
| Норвегия (VG-lista)                   | 3              |
| Португалия (AFP)                      | 6              |
| Шотландия (OCC Scotland)              | 57             |
| Сингапур (RIAS)                       | 29             |
| Словакия (Singles Digitál Top 100)    | 15             |
| Испания (PROMUSICAE)                  | 63             |
| Швеция (Sverigetopplistan)            | 3              |
| Швейцария (Schweizer Hitparade)       | 15             |
| Великобритания (OCC UK Singles)       | 7              |
| США Billboard Hot 100                 | 4              |
| США Hot R&B/Hip-Hop Songs (Billboard) | 2              |
| США Mainstream Top 40 (Billboard)     | 28             |
| США Rhythmic (Billboard)              | 1              |
| США Rolling Stone Top 100             | 2              |

#### Годовые чарты
| Чарт (2019)                           | Позиция |
| ------------------------------------- | ------- |
| Канада (Canadian Hot 100)             | 20      |
| США Billboard Hot 100                 | 28      |
| США Hot R&B/Hip-Hop Songs (Billboard) | 10      |
| США Rhythmic (Billboard)              | 21      |

### Ремикс
| Чарт (2019)           | Высшая позиция |
| --------------------- | -------------- |
| Италия (FIMI)         | 40             |
| Новая Зеландия (RMNZ) | 8              |

## Сертификации
| Регион | Сертификация  | Продажи |
| --- | ------------- | ------- |
| Австралия (ARIA) | Платиновый    | 70 000  |
| Бельгия (BEA) | Золотой       | 20 000  |
| Канада (Music Canada) | 3× Платиновый | 240 000 |
| Дания (IFPI Danmark) | Золотой       | 45 000  |
| Италия (FIMI) | Золотой       | 25 000  |
| Новая Зеландия (RMNZ) | Платиновый    | 30 000  |
| Великобритания (BPI) | Золотой       | 400 000 |
| * Данные о продажах приведены только на основе сертификации. · ^ Данные о тиражах приведены только на основе сертификации. · Данные о продажах + прослушиваниях приведены только на основе сертификации. |               |         |